# Île de Balambangan
Balambangan est une petite île de la mer de Sulu située au nord de Bornéo. Elle a 24 km de long sur 5 de large. 
Elle était dotée d'un port sûr. Les Anglais ont vainement tenté de s'y établir en 1774 et 1803. 

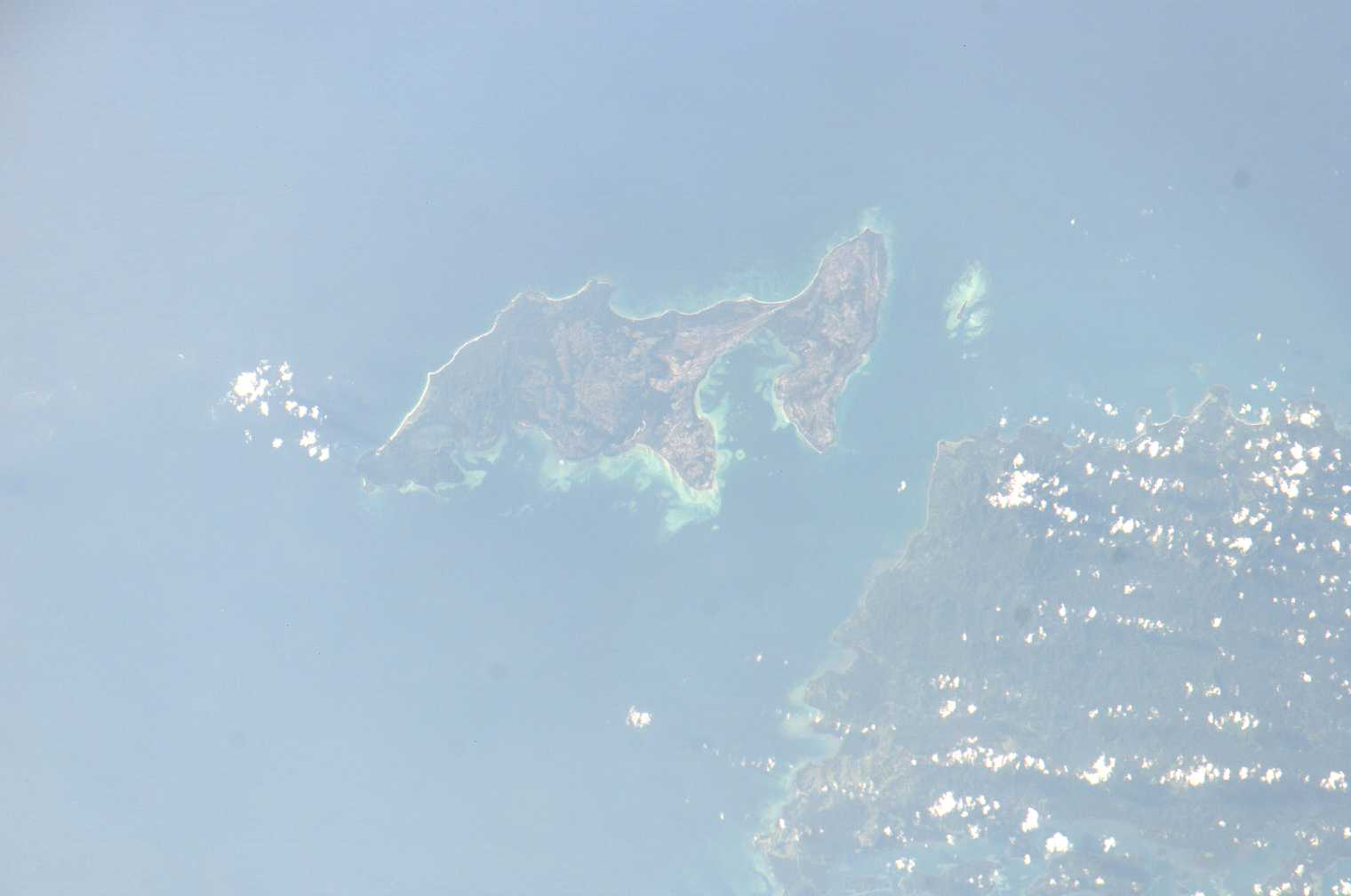
Vue depuis la station spatiale internationale.

## Source
Cet article comprend des extraits du Dictionnaire Bouillet. Il est possible de supprimer cette indication, si le texte reflète le savoir actuel sur ce thème, si les sources sont citées, s'il satisfait aux exigences linguistiques actuelles et s'il ne contient pas de propos qui vont à l'encontre des règles de neutralité de Wikipédia.